# La bottega dell'orologiaio
La bottega dell'orologiaio (The Clock Store) è un film del 1931 diretto da Wilfred Jackson. È un cortometraggio animato della serie Sinfonie allegre, prodotto dalla Walt Disney Productions e uscito negli Stati Uniti il 28 settembre 1931, distribuito dalla Columbia Pictures.